# Black Moor (groupe)
Pour les articles homonymes, voir Black Moor (homonymie).
Black Moor est un groupe canadien de heavy metal, originaire de Halifax, en Nouvelle-Écosse.

## Histoire
Black Moor est formé en 2005 à Cole Harbour, en Nouvelle-Écosse, au Canada. Depuis leur création, ils travaillent sans relâche pour élargir leur base de fans et peaufiner leur son, décrit comme « rétro, chevauchant cette frontière familière entre le heavy metal traditionnel et le speed metal, plaçant le groupe carrément dans le camp de la Nouvelle vague de heavy metal traditionnel. »
En juin 2008, les membres de Black Moor sont victimes d'un accident de voiture alors qu'ils rentrent chez eux après avoir donné un concert à Montréal, au Québec. Tous ont survécu, mais le batteur Sylvain Coderre a été gravement blessé et l'accident a retardé de près d'un an la production du premier album du groupe, The Conquering.
En 2009, le groupe signe chez Diminished Fifth Records, basé à Halifax, et sort son premier album The Conquering,,,. Ils sortent l'album Lethal Waters en 2012,, et Brave to the Grave en 2016,,.

## Membres

### Membres actuels
- Eric Hanlin — guitare rythmique, chant
- Evan Frizzle — guitare solo, chant
- Brycen Gunn — basse, chant
- Bobby Webb — batterie

### Anciens membres
- Rob Nickerson — basse
- Kenny Myers — batterie
- Sylvain Coderre — batterie
- Nick Jones —  guitare solo

## Discographie
- 2009 : The Conquering (Diminished Fifth Records)
- 2012 : Lethal Waters (Diminished Fifth Records)
- 2016 : Brave To The Grave (auto-édité)